# Lakota (langue)
Pour les articles homonymes, voir Lakota.
Le lakota, ou lakhota, (autonyme : lakȟótiyapi, litt. « langue des Lakhotas ») est le principal dialecte du continuum linguistique dakota (ou sioux) parmi les quatre ou cinq existants. La langue fait partie des langues siouanes.
Avec environ 6 000 locuteurs, elle est l'une des langues amérindiennes les plus parlées aux États-Unis. Les locuteurs vivent principalement dans les plaines du Dakota du Nord et du Dakota du Sud.

## Écriture
Le lakota ne possédait pas d'écriture propre ; c'était le cas de la plupart des langues des natifs de l'Amérique du Nord. Il reçut pour la première fois une écriture en 1840 par les missionnaires, et il a depuis bien évolué pour s'adapter aux besoins modernes.
Il est essentiel de distinguer les consonnes aspirées de consonnes non aspirées. Depuis le XIXe siècle, de nombreux systèmes orthographiques créés par des Américains ont échoué à les distinguer. Les orthographes actuelles transcrivent correctement la langue.
Dans les années 1970, les éducateurs lakotas des réserves de Rosebud, de Pine Ridge et de Cheyenne River, qui échangent des matériels didactiques, voient la nécessité d'avoir une orthographe standardisée. Après une réunion organisée par le Sinte Gleska College (en) et l’Oglala Lakota College (en), durant laquelle les éducateurs comparent leurs orthographes et leurs origines, aucun consensus n'est atteint, et il est décidé que chacun continuera à utiliser son système. En 1982, la South Dakota Association of Bilingual and Bicultural Education (SDABBE, « Association du Dakota du Sud pour l'instruction bilingue et biculturelle ») organise un atelier sur la grammaire lakota et, en réponse des éducateurs lakotas des réserves de Rosebud, de Pine Ridge et de Cheyenne River, et Rapid City, organise le Committee of the Preservation of the Lakota Language (Comité pour la préservation de la langue lakota) pour travailler sur une orthographe standardisée. Il consulte les anciens, et après plusieurs réunions, le comité formule des recommandations orthographiques, qui sont alors adoptées.
En 1995, lors d’une conférence annuelle organisée par la SDABBE, des éducateurs des réserves de Rosebud, de Pine Ridge, de Cheyenne River, de Lower Brule, et Rapid City et d’autres écoles discutent des différentes orthographes et décident de conserver l'orthographe de 1982.
La nasalisation est généralement indiquée avec l'ogonek sous la voyelle ‹ ą, į, ų › dans les publications linguistiques de langues siouanes. Les missionnaires qui travaillaient en lakota utilisaient la lettre eng ‹ ŋ › ou la lettre grecque eta ‹ η › pour indiquer la nasalisation, et la forme de cette dernière « un n avec un long jambage droit » a été adoptée dans l’orthographe lakota de 1982. Cette orthographe indique donc la nasalisation avec la lettre N à long jambage droit ‹ Ƞ, ƞ › après la voyelle.
Cependant, la nasalisation est maintenant indiquée avec la lettre eng ‹ Ŋ, ŋ › à sa place, comme défini dans le New Lakota Dictionary de 2008, dont l'orthographe a été adoptée par le Sitting Bull College (en), les tribus Standing Rock Sioux et Cheyenne River Sioux, et des écoles des réserves de Pine Ridge et de Rosebud.
On retrouve aussi parfois la lettre N ‹ N, n › avec cet usage.

## Phonologie

### Voyelles
|         | Antérieure   | Centrale     | Postérieure  |
| ------- | ------------ | ------------ | ------------ |
| Fermée  | i [i] iŋ [ĩ] |              | u [u] uŋ [ũ] |
| Moyenne | e [e]        |              | o [o]        |
| Ouverte |              | a [a] aŋ [ã] |              |

### Consonnes
|               |               | Bilabiale | Dentale | Latérale | Palatale | Vélaire | uvulaire | Glottale |
| ------------- | ------------- | --------- | ------- | -------- | -------- | ------- | -------- | -------- |
| Occlusives    | Sourdes       | p [p]     | t [t]   |          |          | k [k]   |          | ʔ [ʔ]    |
| Occlusives    | Sonores       | b [b]     |         |          |          | g [g]   |          |          |
| Occlusives    | Aspirées      | ph [pʰ]   | th [tʰ] |          |          | kh [kʰ] |          |          |
| Occlusives    | Éjectives     | pʼ [pʼ]   | tʼ [tʼ] |          |          | kʼ [kʼ] |          |          |
| Fricatives    | Sourdes       |           | s [s]   |          | š [ʃ]    |         | ȟ [x]    | h [h]    |
| Fricatives    | Sonores       |           | z [z]   |          | ž [ʒ]    |         | ǧ [ʀ]    |          |
| Fricatives    | Éjectives     |           | sʼ [sʼ] |          | šʼ [ʃʼ]  |         | ȟʼ [xʼ]  |          |
| Affriquées    | Sourdes       |           |         |          | č [t͡ʃ]   |         |          |          |
| Affriquées    | Aspirées      |           |         |          | čh [t͡ʃʰ] |         |          |          |
| Affriquées    | Éjectives     |           |         |          |          |         |          |          |
| Nasales       | Nasales       | m [m]     | n [n]   |          |          |         |          |          |
| Liquides      | Liquides      |           |         | l [l]    |          |         |          |          |
| Semi-voyelles | Semi-voyelles | w [w]     |         |          | y [j]    |         |          |          |

- Allophones :
  - Les occlusives sonores ne se rencontrent que dans trois environnements :
    - Dans les groupes consonantiques /-bl-/ et /-gl-/, /-gm-/, /-gn-/. Ces groupes sont prononcés avec un schwa murmuré [ᵊ], qui s'insère entre les deux segments.
      - waŋblí - aigle royal - [wãbᵊˈli]
      - bléza - être sain - [bᵊˈleza]
      - šaglóǧaŋ - huit - [ʃagᵊˈloɣã]
      - agléška - lézard - [agᵊˈleʃka]
      - igmú - chat - [igᵊˈmu]

    - En dérivation.
      - šuŋgíla - renard diminutif de šuŋka - chien

    - En incorporation nominale. Ainsi, les dérivés de napé - main.
      - nabáhuŋka - pouce
      - nabʔókazuŋte - les doigts avec les métacarpes
      - nabʔókaške - poignet

## Morphologie

### Verbe
Les verbes se divisent en deux catégories : ceux qui se finissent en /-a/ et ceux qui ont une autre voyelle finale. La première catégorie est composée de deux groupes de verbes :
- Le premier groupe comprend les verbes qui décrivent un état, une qualité. ils prennent les pronoms /ma-/, 1re personne et /ni-/ 2e personne :
  - bléza - être sain. mabléza - je suis sain. nibléza - tu es sain
  - ptúza - être penché. maptúza. niptúza.
  - tȟéča - être neuf. mathéča. nithéča.
- Le deuxième groupe comprend les verbes d'action et prennent les pronoms /wa-/, 1re personne et /ya-/ : 2e personne :
  - psíča - sauter. wapsíča - je saute. yapsíča - tu sautes.
  - káğa - faire, créer. wakáğa. yakáğa.
  - pȟáta - découper de la viande. wapháta. yapháta.